# Thomas Brandis
Thomas Brandis (* 23. Juni 1935 in Hamburg; † 30. März  2017) war ein deutscher Violinist.

## Leben
Thomas Brandis wurde 1935 als drittes Kind des Arztes Albrecht Brandis (1892–1954) und dessen Frau Margarete, geb. Wohlwill (1911–1990) in Hamburg geboren. Sein Großvater väterlicherseits war der Richter Otto Brandis. Seine zwei älteren Geschwister waren die Brüder Hermann (1930–1990) und Albrecht (1932–2017), später Professor für Mathematik.
Thomas Brandis begann 1952 sein Violinstudium an der Staatlichen Hochschule für Musik in Hamburg. In London war er Schüler von Max Rostal. Nachdem er bereits Konzertmeister des Hamburger Bachorchesters (1957–1959) und bei den Hamburger Symphonikern (1959–1961) gewesen war, wurde er 1962 Erster Konzertmeister der Berliner Philharmoniker, bis er 1983 dem Ruf auf eine Professur für Violine an die Berliner Hochschule der Künste folgte. Von 2002 bis 2015 lehrte er als Professor an der Lübecker Musikhochschule und seit 2005 als Gastprofessor an der Royal Academy of Music in London. Zu seinen Schülern zählten Renaud Capuçon, Roeland Gehlen und Christian Stadelmann.
Brandis war 1957 Preisträger des Internationalen ARD-Wettbewerbs in der Sparte „Duo Violine/Klavier“. 1976 gründete er das Brandis-Quartett, das eine Vielzahl von Aufnahmen veröffentlichte.
Thomas Brandis war Mitglied der Freien Akademie der Künste Hamburg.